# هرولدشتات
هرولدشتات (به آلمانی: Heroldstatt) یک شهر در آلمان است که در الب-دانو-کریس واقع شده‌است. هرولدشتات ۲٬۵۰۰ نفر جمعیت دارد.